# Юаньбао
Юаньба́о' (кит. упр. 元宝, пиньинь Yuánbǎo) — район городского подчинения городского округа Даньдун (КНР). Здесь размещается правительство городского округа Даньдун. Своё название район получил в честь гор Юаньбаошань.

## История
После того, как властями Маньчжоу-го в декабре 1937 года урбанизированная часть уезда Аньдун была выделена в отдельный город Аньдун, одним из районов города стал район Юаньбао. В 1957 году к нему был присоединён район Цзиньтан (金汤), но в 1959 году он был воссоздан. В 1960 году район Цзиньтан был опять присоединён к району Юаньбао.

## Административное деление
Район Юаньбао делится на 6 уличных комитетов и 1 посёлок.

## Соседние административные единицы
Район Юаньбао граничит со следующими административными единицами:
- Район Чжэньсин (на юге)
- На юго востоке район примыкает к государственной границе с КНДР
- С остальных сторон район окружён районом Чжэньань